# Ströjan
Ströjan är en sjö i Norrtälje kommun i Uppland och ingår i Skeboån-Broströmmens kustområde. Sjön är 8 meter djup, har en yta på 1,4 kvadratkilometer och befinner sig 15,1 meter över havet.

## Delavrinningsområde
Ströjan ingår i det delavrinningsområde (664876-166095) som SMHI kallar för Utloppet av Strödjan. Medelhöjden är 25 meter över havet och ytan är 11,79 kvadratkilometer. Det finns inga avrinningsområden uppströms utan avrinningsområdet är högsta punkten. Vattendraget som avvattnar avrinningsområdet har biflödesordning 3, vilket innebär att vattnet flödar genom totalt 3 vattendrag innan det når havet efter 9 kilometer. Avrinningsområdet består mestadels av skog (68 procent) och jordbruk (16 procent). Avrinningsområdet har 1,37 kvadratkilometer vattenytor vilket ger det en sjöprocent på 11,6 procent.